# InfluxDB
InfluxDB는 인플럭스데이터가 개발한 오픈 소스 시계열 데이터베이스(TSDB)이다. Go 언어로 작성되었으며 운영 모니터링, 애플리케이션 매트릭스, 사물인터넷 센서 데이터, 실시간 분석 등 분야에서 시계열 데이터의 고속의 고가용성(HA)의 저장 및 검색에 최적화되어 있다. 그래파이트로부터 데이터를 처리하는 기능도 지원한다.

## 역사
Y 콤비네이터의 지원을 받는 Errplane은 2013년 말 성능 모니터링 및 경보 처리를 위한 오픈 소스 프로젝트의 하나로서 InfluxDB를 개발하기 시작했다. Errplane은 2014년 11월 메이필드 펀드와 트리니티 벤처스가 주도하는 $8.1M 시리즈 A 파이낸싱 수익을 거두었다. 2015년 말, Errplane은 공식적으로 사명을 InfluxData Inc로 변경하였다. InfluxData는 2016년 9월 $16M의 시리즈 B 펀딩 라운드 수익을 거두었다. 2018년 2월, InfluxData는 사파이어 벤처스 주도의 $35,000,000 시리즈 C 라운드 펀딩을 마무리했다.

## 기술 개요
InfluxDB는 외부 의존성이 없으며 SQL 계열 언어를 제공하고 8086 포트를 리스닝하며, 메저먼트(measurement), 시리즈(series), 포인트(point)으로 구성되는 자료 구조를 조회하기 위한 시간 중심 함수를 내장하고 있다. 각 포인트는 필드셋으로 불리는 여러 키-값 쌍, 그리고 타임스탬프를 구성한다. 키-값 쌍으로 함께 묶으면 이를 태그셋(tagset)이라 부르며 이를 통해 시리즈를 정의한다. 끝으로, 문자열 식별자를 통해 시리즈를 함께 묶으면 메저먼트가 된다.
값은 64비트 정수, 64비트 부동소수점, 문자열, 불리언(참/거짓)이 될 수 있다. 포인트는 시간과 태그셋으로 인덱싱된다.